# Émetteur de Maudétour-en-Vexin
L'émetteur de Maudétour-en-Vexin, dans le Val-d'Oise en région parisienne, est un site de diffusion pour la TNT, la radio FM, la téléphonie mobile et les communications mobiles privées. Il s'agit d'un pylône haubané haut de 250 mètres. Le site appartient à l'opérateur TDF.

## Télévision

### Analogique
Les chaînes présentées ci-dessous ont arrêté d'émettre en analogique le 8 mars 2011.
| Chaîne                       | Canal | Puissance (PAR) |
| ---------------------------- | ----- | --------------- |
| TF1                          | 64H   | 23 kW           |
| France 2                     | 58H   | 23 kW           |
| France 3 Paris Île-de-France | 61H   | 23 kW           |
| France 5 / Arte              | 55H   | 2,7 kW          |
| M6                           | 53H   | 2,7 kW          |

Pour Canal+ en analogique (jusqu'au 24 novembre 2010), il y avait l'émetteur des Carrières qui l'émettait avec une puissance PAR de 25 W sur le canal 9H.

#### Source
[PDF]"Liste des anciens émetteurs de télévision français".

### Numérique

#### Canaux, puissances et diffuseurs des multiplexes
| Multiplex | Canaux | Puissances (PAR) | Diffuseur |
| --------- | ------ | ---------------- | --------- |
| R1        | 46H    | 5 kW             | TDF       |
| R2        | 36H    | 5 kW             | TDF       |
| R3        | 43H    | 5 kW             | TDF       |
| R4        | 40H    | 5 kW             | TDF       |
| R6        | 23H    | 5 kW             | TDF       |
| R7        | 37H    | 5 kW             | TDF       |
| R9        | 27H    | 5 kW             | TDF       |

#### Composition des multiplexes
Les numéros des multiplexes sont accompagnés de leur opérateur de gestion.

##### R1(Société de gestion du réseau R1)
| LCN | Nom de la chaîne             |
| --- | ---------------------------- |
| 2   | France 2                     |
| 3   | France 3 Paris Île-de-France |
| 14  | France 4                     |
| 27  | France Info                  |
| 30  | BFM Paris Île-de-France      |

##### R2(Nouvelles télévisions numériques)
| LCN | Nom de la chaîne |
| --- | ---------------- |
| 8   | C8               |
| 15  | BFM TV           |
| 16  | CNews            |
| 17  | CStar            |
| 18  | Gulli            |

##### R3(Compagnie du numérique hertzien)
| LCN | Nom de la chaîne |
| --- | ---------------- |
| 4   | Canal+           |
| 26  | LCI              |
| 41  | Paris Première   |
| 42  | Canal+ Sport     |
| 43  | Canal+ Cinéma(s) |
| 45  | Planète+         |

##### R4(Société opératrice du multiplex R4)
| LCN | Nom de la chaîne |
| --- | ---------------- |
| 5   | France 5         |
| 6   | M6               |
| 7   | Arte             |
| 9   | W9               |
| 22  | 6ter             |

##### R6(Société d'exploitation du multiplex R6 - SMR6)
| LCN | Nom de la chaîne |
| --- | ---------------- |
| 1   | TF1              |
| 10  | TMC              |
| 11  | TFX              |
| 12  | NRJ 12           |
| 13  | LCP              |

##### R7(Multiplex haute définition 7)
| LCN | Nom de la chaîne |
| --- | ---------------- |
| 20  | TF1 Séries Films |
| 21  | L'Équipe         |
| 23  | RMC Story        |
| 24  | RMC Découverte   |
| 25  | Chérie 25        |

##### R9(GR UHD1)
| LCN | Nom de la chaîne |
| --- | ---------------- |
| 52  | France 2 UHD     |

#### Source
- Emetteurs TNT dans les Yvelines sur le forum de tvnt.net (consulté le 19 mai 2017).

## Radio FM
L'émetteur de Maudétour-en-Vexin émet 3 radios publiques avec une puissance commune de 8 kW
| Fréquence | Station        | Code RDS (PS) |
| --------- | -------------- | ------------- |
| 92.4      | France Culture | _CULTURE      |
| 95.0      | France Inter   | __INTER_      |
| 97.1      | France Musique | MUSIQUE_      |

### Source
- Les radios de Mantes-la-Jolie sur annuaireradio.fr (consulté le 19 mai 2017).

## Téléphonie mobile
| Opérateur        | 2G  | 3G  | 4G  | FH  |
| ---------------- | --- | --- | --- | --- |
| Orange           | Oui | Oui | Oui | Oui |
| SFR              | Oui | Oui | Oui | Oui |
| Bouygues Telecom | Oui | Oui | Oui | Oui |

### Source
- Situation géographique du site sur cartoradio.fr (consulté le 19 mai 2017).

## Autres transmissions
- Direction des Routes : COM TER
- PMR
- TDF : Faisceau hertzien

### Source
- Situation géographique du site sur cartoradio.fr (consulté le 19 mai 2017).